# Dinosaur Input Device
El Dinosaur Input Device (DID) va ser un sistema desenvolupat durant la producció de la pel·lícula Jurassic Park, dirigida per Steven Spielberg, per permetre l'adaptació dels animadors tradicionals amb els models informàtics sense haver d'aprendre els arcans del programari d'animació per ordinador. El DID va ser dissenyat per complementar el món de l'animació tradicional amb el de la digital i va suposar una transició de la tecnologia dels efectes especials de l'analògic al digital.

## Desenvolupament
L'adaptació cinematogràfica de la novel·la Jurassic Park de Michael Crichton, requeria una estreta interacció amb una sèrie d'animals prehistòrics a una escala mai vista abans en una pel·lícula. En aquell moment, l'any 1993, no era segur si hi havia prou animadors informàtics ben entrenats per produir l'animació complexa i subtil necessària per fer que els dinosaures es moguessin de manera realista.
Spielberg, inicialment, tenia la idea d'un elenc de dinosaures compost només per animatrònics gegants. Es va arribar a construir un tiranosaure de més de 6 metres d'alçada i 5.000 kilos. Però l'elevat cost de la seva creació i els problemes de resistència i limitacions que aquest animatrònic suposava va obligar a repensar la manera de portar aquests dinosaures a la pantalla dels cinemes.
L'equip original format per crear l'animació dels dinosaures va aportar un ampli ventall de tècniques tradicionals i també contemporànies per a la seva realització. Phil Tippett es va encarregar de realitzar la principal interpretació dels dinosaures mitjançant l'animació stop-frame o stop-motion, i les tècniques digitals es van utilitzar en la preproducció als storyboards de baixa resolució i el action blocking (guió de moviments).
En la producció, es van haver d'emprar animatrònics de gran dimensió pels detalls dels primers plans en les escenes d'acció real entre actors i dinosaures, i en la postproducció, Industrial Light and Magic (ILM) es va encarregar de realitzar les llargues preses de manades de dinosaures i de retocar l'animació stop-frame.
Després d'un canvi en el pla original, les seqüències animades es van fer digitalment en comptes de mitjançant les tècniques convencionals de stop-frame o interpolació de moviment. L'equip format per informàtics de ILM va escanejar els models físics animatrònics per generar la pell dels dinosaures i l'estudi de Tippett va crear una armadura de gran magnitud, que simulava l'esquelet de l'animal i que incorporava sensors de posicionament per generar diverses dades. Aquestes dades van ser introduïdes als programaris gràfics pels codificadors del DID i a partir d'aquí els animadors digitals les van manipular.
Aquest artefacte es va anomenar Dinosaur Input Device i estava muntat a sobre d'una estructura de control de moviment per tal que els moviments més amplis es poguessin programar en la plataforma d'imitació de vol o flying rig més cara de la història de l'animació en stop-frame.
Dels 52 plans amb animació per ordinador de Jurassic Park, 15 van ser animats amb el DID. Algunes d'aquestes preses tenien dues criatures, fent un total de 20 criatures animades mitjançant aquest sistema. Dues seqüències van estar compostes principalment per plans DID: la seqüència de la carretera principal, on un tiranosaure surt del seu camí, ataca els turistes del parc i destrueix els seus jeeps; i la seqüència de la cuina, on dos velociraptors intenten caçar els nens.
Per animar aquests plans es van construir quatre sistemes funcionals: dos per al tiranosaure i dos per als velociraptors. El més gran té 74 sensors, cadascun amb quatre cables, dos per al control, un per a l'alimentació i un per terra, fent un total de 296 cables.

## Armadura
L'armadura necessària per fer funcionar el Dinosaur Input Device és similar a les que s'utilitzen en el stop-motion però amb diferències importants, com el seu format més gran. L'esquelet és nu i no està recobert de pell o capes de làtex, les seves articulacions són controlades per sensors digitals que funcionen de manera diferent a les de l'armadura tradicional.
Els animadors manipulen les articulacions directament. Així, els animadors no s'han de preocupar per danyar els detalls, poden trobar fàcilment una articulació si cal estrènyer o afluixar-la (necessari per a certs moviments), poden fer petits micromoviments que d'una altra manera no serien possibles i poden veure el rang de moviment sencer que fa una articulació abans d'arribar als seus límits mecànics.
Cada articulació de l'armadura està controlada per un conjunt de sensors. Quan una articulació es mou, cada un dels sensors corresponents emet un senyal que descriu el moviment. Els sensors també detecten els moviments de la plataforma en què està muntada l'armadura. Aquesta plataforma controla la posició i l'orientació de tota l'armadura.
Per als sensors es fan servir codificadors òptics. Estan encasellats en caixes de plàstic a cada costat amb un eix cilíndric que sobresurt d'un costat i diversos cables que surten del costat oposat. Quan l'eix gira, la quantitat de gir es codifica digitalment i s'envia pels cables.
S'utilitzen codificadors òptics en lloc de potenciòmetres/convertidors analògic-digital perquè els potenciòmetres són sorollosos encara que estiguin perfectament protegits de les interferències electromagnètiques. Els codificadors òptics són menys susceptibles a les interferències perquè produeixen senyals en el domini digital. Això fa que els cables cars, voluminosos i apantallats no siguin necessaris.

## Software
El software o programari llegeix els valors del codificador i els utilitza mostrar una imatge model tridimensional de l'objecte que s'anima. Component un model sobre una imatge de fons i usant un moviment de càmera simulat, l'animador pot veure la postura en el context tal com es veurà a la pel·lícula.
També es poden mostrar representacions geomètriques tridimensionals dels objectes de l'escena, com ara taules i llums. Els animadors les fan servir per mesurar les relacions espacials entre els objectes animats i la resta objectes.
Per ajudar-ho, la càmera es pot ajustar als eixos x, y i z i es pot moure al voltant de l'escena utilitzant els controls estàndard d'aquesta. Es pot mostrar el model d'ordinador o un model simple que representa les articulacions i varetes de l'armadura. Per a la velocitat de prototipatge, la informació sobre l'armadura s'emmagatzema en un fitxer que s'interpreta en temps d'execució. Aquest fitxer descriu la jerarquia de l'armadura, els noms de les articulacions, els eixos al voltant dels quals giren i la relació entre les revolucions de les articulacions i les revolucions del codificador.
Tot el procés triga un segon en un Silicon Graphics Indigo R4000 i, per tant, proporciona a l'animador un feedback ràpid. Un cop ell o ella està satisfet amb la postura, el software la grava i s'avança al següent fotograma, movent la càmera i introduint-ne un nou fons si fos necessari. El software també pot generar una representació ràpida de tipus flipbook de tota l'animació gravada, com si fos una vista prèvia.

## Continuïtat
Desenvolupat originalment per aquesta única producció, el sistema s'ha convertit en un pilar fonamental en la producció de moltes pel·lícules. Dos velociraptors DID i dos tiranosaures DID construïts per Jurassic Park, i versions de la seva codificació específica, van ser utilitzats en pel·lícules posteriors com Starship Troopers i Three Wishes.
El DID no és un objecte gran. És més gran que la majoria de titelles de stop-motion per adaptar-se a la seva electrònica, però prou petit perquè un animador format l'aconsegueixi i el pugui manipular.
La tecnologia del Dinosaur Input Device va obrir un camí d'innovacions tècniques que han servit en el cinema posterior per animar personatges com Gollum a The Lord of The Rings o Navi a Avatar.
Els seus desenvolupadors van rebre un Premi a l'Assoliment Tècnic de l'Acadèmia de les Arts i les Ciències Cinematogràfiques l'any 1997.